# Barbara Rosiek
Barbara Kazimiera Rosiek (ur. 25 czerwca 1959 w Częstochowie, zm. 27 kwietnia 2020) – polska psycholog kliniczna, pisarka i poetka. Autorka m.in. Pamiętnika narkomanki dokumentującego przeżycia autorki związane z walką z nałogiem narkotykowym. Wydana w 1985 książka pozostaje bestsellerem i jedną z pozycji najczęściej czytanych przez polską młodzież.

## Życiorys
Debiutowała w 1985 Pamiętnikiem narkomanki, pisanym od 14. roku życia do czasów studiów. Opisywała w nim swoje przeżycia związane z walką z nałogiem. Wielokrotnie wznawiana książka utrzymuje się w czołówce najczęściej czytanych pozycji wśród nastolatków, obok innej pozycji na temat narkomanii, My, dzieci z dworca Zoo. Książka doczekała się również kilku adaptacji teatralnych wystawianych m.in. przez Teatr Zagłębia (w rolę Barbary Rosiek wcieliła się Beata Ciołkowska), Teatr im. Wandy Siemaszkowej w Rzeszowie (2005; Ewa Greś), Teatr Powszechny im. Jana Kochanowskiego w Radomiu (2008; Patrycja Zywert) oraz Kielecki Teatr Lektur (Magdalena Jarek).
Rosiek była DDA, po śmierci ojca alkoholika sama zmagała się z chorobą alkoholową.
Po wyjściu z nałogu ukończyła psychologię na Uniwersytecie Śląskim w Katowicach i zaczęła pracować jako psycholog kliniczny w szpitalach w Lublińcu i Częstochowie oraz w Towarzystwie Rodzin i Przyjaciół Dzieci Uzależnionych „Powrót z U”. Od 1993 była członkiem Oddziału Warszawskiego Stowarzyszenia Pisarzy Polskich. W 2002 został jej przyznany srebrny medal przez International Biographical Centre w Cambridge za całokształt twórczości literackiej.
Na 25-lecie twórczości w 2010 otrzymała Nagrodę Prezydenta Miasta Częstochowy, a na 30-lecie swojej pracy twórczej Nagrodę Ministra Kultury i Dziedzictwa Narodowego. W maju 2016 minister kultury i dziedzictwa narodowego wręczył Barbarze Rosiek brązowy Medal „Zasłużony Kulturze Gloria Artis”. Kolejne książki, choć często pisane w pierwszej osobie, oparła na doświadczeniach swoich pacjentów.
Zmarła 27 kwietnia 2020 o godzinie 4:15. Kilka lat wcześniej miała wypadek, w wyniku którego złamała kręgosłup.
2 maja 2020 została pochowana w grobie rodzinnym na Cmentarzu Rakowskim w Częstochowie – sektor 34, rząd 3, grób 33.

## Utwory

### Proza
- Pamiętnik narkomanki, Marek Kotański, Katowice: Krajowa Agencja Wydawnicza, 1985, ISBN 83-03-00834-X. Brak numerów stron w książce
- Kokaina: zwierzenia narkomanki, Warszawa: Spółdzielnia Wydawnicza „Anagram”, 1992, ISBN 83-900112-8-X, OCLC 749346938. Brak numerów stron w książce
- Byłam schizofreniczką, Łódź: Wyd. Łódzkie, 1995, ISBN 83-218-1015-2, OCLC 750699697. Brak numerów stron w książce
- Alkohol, prochy i ja, Warszawa: Pracownia Słów, 2003, ISBN 83-89127-10-5, OCLC 57814702. Brak numerów stron w książce
- W poszukiwaniu ducha, Warszawa: Mawit Druk, 2007, ISBN 83-922469-9-3, OCLC 749211762. Brak numerów stron w książce
- Poganiacze chleba, Warszawa: Mawit Druk, 2008, ISBN 978-83-922469-4-7, OCLC 297823471. Brak numerów stron w książce
- Życie w hospicjum, Warszawa: Mawit Druk, 2010, ISBN 978-83-61443-04-9, OCLC 751130136. Brak numerów stron w książce
- Oddział otwarty, Warszawa: Mawit Druk, 2012, ISBN 978-83-61443-05-6, OCLC 827724592. Brak numerów stron w książce
- Ćpunka, Warszawa: Mawit Druk, 2013, ISBN 978-83-61443-06-3, OCLC 921597691. Brak numerów stron w książce
- Skazana, Warszawa: Mawit Druk, 2015, ISBN 978-83-61443-08-7, OCLC 923636162. Brak numerów stron w książce

### Poezja
- Byłam mistrzynią kamuflażu
- Jak ptak przytwierdzony do skały
- A imię jego Alemalem
- Wdowa
- Krzyk
- Miłość niedokończona
- Uwierzyć i Melancholia
- Żar miłości
- Ciało na kracie
- Być poetą